# Haruna Asami
Pour les articles homonymes, voir Asami.
Haruna Asami (浅見八瑠奈, Asami Haruna), née le 12 avril 1988, est une judokate japonaise en activité évoluant dans la catégorie des moins de 48 kg.

## Biographie
Haruna Asami décroche aux Championnats du monde de judo 2010 la médaille d'or en moins de 48 kg.
Elle récidive lors des Championnats du monde de judo 2011 à Paris. Aux Championnats du monde de judo 2013 à Rio de Janeiro, elle est battue en finale par la Mongole Urantsetseg Munkhbat.

## Palmarès
| Année | Compétition           | Lieu           | Résultat | Catégorie      |
| ----- | --------------------- | -------------- | -------- | -------------- |
| 2010  | Championnats du monde | Tokyo          | 1re      | Moins de 48 kg |
| 2011  | Championnats du monde | Paris          | 1re      | Moins de 48 kg |
| 2013  | Championnats du monde | Rio de Janeiro | 2e       | Moins de 48 kg |
| 2015  | Championnats du monde | Astana         | 2e       | Moins de 48 kg |